# Smart Barge
Smart Barge ist ein in den Niederlanden neu entwickeltes Containerschiff mittlerer Größe für den Verkehr auf Binnenwasserstraßen. Federführend bei der Entwicklung ist die Reederei Mercurius Scheepvaart, die schon viele neue Konzepte für die Schifffahrt entworfen hat. Hintergrund für dieses neue Schiff war die Tatsache, dass auf Binnenwasserstraßen meistens alte, an den Containertransport nicht optimal angepasste Schiffe verwendet werden.
Die Smart Barge kann alle Arten von Containern laden, verfügt über ein ausgeklügeltes Ballastsystem, um das Schiff allen Fahrweggegebenheiten anzupassen, und die Form des Unterwasserschiffs ist optimal auf das Verhältnis zwischen Fahrwiderstand und Antrieb abgestimmt. Der Rumpf wird aus Schiffbaustahl Grad A und hoch zugfestem Stahl AH-36 gebaut. Damit erreicht man ein deutlich niedrigeres Leergewicht als bei alten Schiffen. Durch das niedrige Gewicht und durch den Einbau von zwei Z-Antrieben erwartet man 10–15 % Treibstoffersparnis. Um den Laderaum optimal nutzen zu können, mehr als 10 Längen TEU, befindet sich die achtere Wohnung in einem sogenannten Campagne-Deck. Das Steuerhaus ist hydraulisch absenkbar.

## Technische Daten
- Länge: 86,0 m
- Breite: 11,45 m
- Tiefgang: 3,20 m
- Tragfähigkeit: 2.000 Tonnen
- Container TEU: 177 in vier Lagen, 130 in drei Lagen
- Antrieb:  2 × Z-Antrieb, Propeller 1,25 m Durchmesser
- Motor:  2 × 550–750 PS
- Bugstrahlruder: 1 Veth-Jet mit 600 PS

## Besonderheiten
Durch die Modulbauweise hat der Auftraggeber die Möglichkeit das Schiff nach seinen Wünschen zu gestalten, zum Beispiel mit der Wohnung vorn und verstärktem Dach für Containertransport oder mit einer separaten Wohnung achtern. Auf Wunsch wird das Schiff auch mit 110 Metern Länge geliefert.

## Quelle
- Website der Mercurius-Group. NL

## Weblink
- Informationen über neue Schiffsentwicklungen